# Gran Premio motociclistico di Francia
Il Gran Premio motociclistico di Francia è una delle prove che compongono il motomondiale.

## Storia
Disputatasi per la prima volta nel 1920, è stata considerata valida per il motomondiale per la prima volta nel 1951 (dopo esserlo stata per il campionato Europeo nel 1931, 1938 e 1939). In quella prima edizione iridata si corse ad Albi (durante le prove della classe 250 perse la vita Dario Ambrosini); dopo un anno di assenza tornò ad essere valido per il mondiale per tre anni, dal 1953 al 1955; nel 1953 si disputò sul circuito di Rouen, nel 1954 e nel 1955 sul circuito di Reims.
Dopo ulteriori tre anni di assenza, tornò definitivamente nel calendario iridato dal motomondiale 1959: venne disputato su diversi circuiti, sul circuito di Clermont-Ferrand, sul circuito di Rouen, sul circuito Paul Ricard, sul circuito di Nogaro e negli ultimi anni sul circuito Bugatti di Le Mans.

## Risultati del Gran Premio
(su sfondo rosa le edizioni non valide per il motomondiale)
| Anno | Circuito      | 175 cc          | classe 250          | classe 350         | classe 500       |
| ---- | ------------- | --------------- | ------------------- | ------------------ | ---------------- |
| 1920 | Le Mans       |                 | "Marc"              | Kenelm Bartlett    | Georges Jolly    |
| 1921 | Le Mans       |                 | Vernisse            | Paul Meunier       | Alec Bennett     |
| 1922 | Strasburgo    |                 | Geoff Davison       | Erminio Visioli    | Alec Bennett     |
| 1923 | Tours         |                 | Geoff Davison       | Frank Longman      | Jim Whalley      |
| 1924 | Lione         | Albert Sourdot  | Paul Meunier        | Frank Longman      | Alec Bennett     |
| 1925 | Montlhéry     | Albert Sourdot  | Jean Roland         | J. Stevens         | Jimmie Simpson   |
| 1926 | Strasburgo    | Lucien Lemasson | Syd Crabtree        | Jean Roland        | Alec Bennett     |
| 1927 | Saint-Gaudens | Albert Sourdot  | Syd Crabtree        | Frank Longman      | Joe Craig        |
| 1928 | Bordeaux      | Marcel Jolly    | Syd Crabtree        |                    | Stanley Woods    |
| 1929 | Le Mans       | Albert Sourdot  | Syd Crabtree        | Freddie Hicks      | Charlie Dodson   |
| 1930 | Pau           | Eric Fernihough | Ted Mellors         | Freddie Hicks      | Stanley Woods    |
| 1931 | Montlhéry     | Eric Fernihough | Graham Walker       | Ernie Nott         | Percy Hunt       |
| 1932 | Reims         | Eric Fernihough | Leo Davenport       | Jimmie Simpson     | Stanley Woods    |
| 1933 | Dieppe        | Eric Fernihough | Charlie Manders     | Jimmie Simpson     | Percy Hunt       |
| 1935 | Montlhéry     | Jean Térigi     | Ove Lambert-Meuller | Carl Bagenholm     | René Milhoux     |
| 1936 | Saint-Gaudens | Henry Nougier   | Georges Monneret    | Ted Mellors        | Ragnar Sunnqvist |
| 1937 | Montlhéry     | "Dickwell"      | Roger Loyer         | Ted Mellors        | Ted Mellors      |
| 1938 | Nizza         |                 | Ewald Kluge         | Roger Loyer        | Georges Cordey   |
| 1939 | Reims         |                 | Ewald Kluge         | Heiner Fleischmann | John White       |

| Anno | Circuito         | classe 50          | 175 cc              | classe 250           | classe 350          | classe 500        | Sidecar                | Resoconto |
| ---- | ---------------- | ------------------ | ------------------- | -------------------- | ------------------- | ----------------- | ---------------------- | --------- |
| 1949 | Saint-Gaudens    |                    |                     | Fergus Anderson      | David Whitworth     | Leslie Graham     |                        | Resoconto |
| 1951 | Albi             |                    |                     | Bruno Ruffo          | Geoff Duke          | Alfredo Milani    | Oliver-Dobelli         | Resoconto |
| 1952 | Albi             |                    | Georges Burggraf    | Fergus Anderson      | Jack Brett          | Jack Brett        | Oliver-Burggraf        | Resoconto |
| Anno | Circuito         | classe 50          | classe 125          | classe 250           | classe 350          | classe 500        | Sidecar                | Resoconto |
| 1953 | Rouen            |                    |                     |                      | Fergus Anderson     | Geoff Duke        | Oliver-Dibben          | Resoconto |
| 1954 | Reims            |                    |                     | Werner Haas          | Pierre Monneret     | Pierre Monneret   |                        | Resoconto |
| 1955 | Reims            |                    | Carlo Ubbiali       |                      | Duilio Agostini     | Geoff Duke        |                        | Resoconto |
| 1958 | Pau              |                    |                     |                      | Jacques Collot      | Jacques Collot    | Fath-Rudolf            | Resoconto |
| 1959 | Clermont-Ferrand |                    |                     |                      | John Surtees        | John Surtees      | Scheidegger-Burkhardt  | Resoconto |
| 1960 | Clermont-Ferrand |                    |                     |                      | Gary Hocking        | John Surtees      | Fath-Wohlgemuth        | Resoconto |
| 1961 | Clermont-Ferrand |                    | Tom Phillis         | Tom Phillis          |                     | Gary Hocking      | Scheidegger-Burkhardt  | Resoconto |
| 1962 | Clermont-Ferrand | Jan Huberts        | Kunimitsu Takahashi | Jim Redman           |                     |                   | Deubel-Hörner          | Resoconto |
| 1963 | Clermont-Ferrand | H.G. Anscheidt     | Hugh Anderson       | Annullato            |                     |                   | Annullato              | Resoconto |
| 1964 | Clermont-Ferrand | Hugh Anderson      | Luigi Taveri        | Phil Read            |                     |                   | Scheidegger-Robinson   | Resoconto |
| 1965 | Rouen            | Ralph Bryans       | Hugh Anderson       | Phil Read            |                     |                   | Camathias-Ducret       | Resoconto |
| 1966 | Clermont-Ferrand |                    |                     | Mike Hailwood        | Mike Hailwood       |                   | Scheidegger-Robinson   | Resoconto |
| 1967 | Clermont-Ferrand | Yoshimi Katayama   | Bill Ivy            | Bill Ivy             |                     |                   | Enders-Engelhardt      | Resoconto |
| 1969 | Le Mans          | Aalt Toersen       | Jean Auréal         | Santiago Herrero     |                     | Giacomo Agostini  | Fath-Kalauch           | Resoconto |
| 1970 | Le Mans          | Ángel Nieto        | Dieter Braun        | Rodney Gould         |                     | Giacomo Agostini  | Enders-Kalauch         | Resoconto |
| 1972 | Clermont-Ferrand |                    | Gilberto Parlotti   | Phil Read            | Giacomo Agostini    | Giacomo Agostini  | Luthringshauser-Cusnik | Resoconto |
| 1973 | Paul Ricard      |                    | Kent Andersson      | Jarno Saarinen       | Giacomo Agostini    | Jarno Saarinen    | Enders-Engelhardt      | Resoconto |
| 1974 | Clermont-Ferrand | Henk van Kessel    | Kent Andersson      |                      | Giacomo Agostini    | Phil Read         | Schauzu-Kalauch        | Resoconto |
| 1975 | Paul Ricard      |                    | Kent Andersson      | Johnny Cecotto       | Johnny Cecotto      | Giacomo Agostini  | Schmid-Matile          | Resoconto |
| 1976 | Le Mans          | Herbert Rittberger |                     | Walter Villa         | Walter Villa        | Barry Sheene      | Biland-Williams        | Resoconto |
| 1977 | Paul Ricard      |                    | Pier Paolo Bianchi  | Jon Ekerold          | Takazumi Katayama   | Barry Sheene      | Michel-Lecorre         | Resoconto |
| 1978 | Nogaro           |                    | Pier Paolo Bianchi  | Gregg Hansford       | Gregg Hansford      | Kenny Roberts     | Biland-Williams        | Resoconto |
| 1979 | Le Mans          | Eugenio Lazzarini  | Guy Bertin          | Kork Ballington      | Patrick Fernandez   | Barry Sheene      | Biland-Waltisperg      | Resoconto |
| 1980 | Paul Ricard      |                    | Ángel Nieto         | Kork Ballington      | Jon Ekerold         | Kenny Roberts     | Biland-Waltisperg      | Resoconto |
| 1981 | Paul Ricard      |                    | Ángel Nieto         | Anton Mang           |                     | Marco Lucchinelli | Biland-Waltisperg      | Resoconto |
| 1982 | Nogaro           |                    | Jean-Claude Selini  | Jean-Louis Tournadre | Jean-François Baldé | Michel Frutschi   |                        | Resoconto |
| 1983 | Le Mans          | Stefan Dörflinger  | Ricardo Tormo       | Alan Carter          |                     | Freddie Spencer   | Biland-Waltisperg      | Resoconto |

| Anno | Circuito    | classe 80   | classe 125   | classe 250      | classe 500      | Sidecar            | Resoconto |
| ---- | ----------- | ----------- | ------------ | --------------- | --------------- | ------------------ | --------- |
| 1984 | Paul Ricard |             | Ángel Nieto  | Anton Mang      | Freddie Spencer | Biland-Waltisperg  | Resoconto |
| 1985 | Le Mans     | Ángel Nieto | Ezio Gianola | Freddie Spencer | Freddie Spencer | Streuer-Schnieders | Resoconto |

| Anno | Circuito    | classe 125       | classe 250      | classe 500     | Sidecar            | Thunderbike Trophy | Resoconto |
| ---- | ----------- | ---------------- | --------------- | -------------- | ------------------ | ------------------ | --------- |
| 1986 | Paul Ricard | Luca Cadalora    | Carlos Lavado   | Eddie Lawson   | Streuer-Schnieders |                    | Resoconto |
| 1987 | Le Mans     | Fausto Gresini   | Reinhold Roth   | Randy Mamola   | Biland-Waltisperg  |                    | Resoconto |
| 1988 | Paul Ricard | Jorge Martínez   | Jacques Cornu   | Eddie Lawson   | Biland-Waltisperg  |                    | Resoconto |
| 1989 | Le Mans     | Jorge Martínez   | Carlos Cardús   | Eddie Lawson   | Biland-Waltisperg  |                    | Resoconto |
| 1990 | Le Mans     | Hans Spaan       | Carlos Cardús   | Kevin Schwantz | Webster-Simmons    |                    | Resoconto |
| 1991 | Paul Ricard | Loris Capirossi  | Loris Reggiani  | Wayne Rainey   | Biland-Waltisperg  |                    | Resoconto |
| 1992 | Magny-Cours | Ezio Gianola     | Loris Reggiani  | Wayne Rainey   | Biland-Waltisperg  |                    | Resoconto |
| 1994 | Le Mans     | Noboru Ueda      | Loris Capirossi | Michael Doohan |                    |                    | Resoconto |
| 1995 | Le Mans     | Haruchika Aoki   | Ralf Waldmann   | Michael Doohan | Biland-Waltisperg  | Yves Briguet       | Resoconto |
| 1996 | Paul Ricard | Stefano Perugini | Max Biaggi      | Michael Doohan |                    | Adrien Morillas    | Resoconto |

| Anno | Circuito    | classe 125        | classe 250        | classe 500       | Resoconto |
| ---- | ----------- | ----------------- | ----------------- | ---------------- | --------- |
| 1997 | Paul Ricard | Valentino Rossi   | Tetsuya Harada    | Michael Doohan   | Resoconto |
| 1998 | Paul Ricard | Kazuto Sakata     | Tetsuya Harada    | Àlex Crivillé    | Resoconto |
| 1999 | Paul Ricard | Roberto Locatelli | Tōru Ukawa        | Àlex Crivillé    | Resoconto |
| 2000 | Le Mans     | Yōichi Ui         | Tōru Ukawa        | Àlex Crivillé    | Resoconto |
| 2001 | Le Mans     | Manuel Poggiali   | Daijirō Katō      | Max Biaggi       | Resoconto |
| Anno | Circuito    | classe 125        | classe 250        | MotoGP           | Resoconto |
| 2002 | Le Mans     | Lucio Cecchinello | Fonsi Nieto       | Valentino Rossi  | Resoconto |
| 2003 | Le Mans     | Daniel Pedrosa    | Toni Elías        | Sete Gibernau    | Resoconto |
| 2004 | Le Mans     | Andrea Dovizioso  | Daniel Pedrosa    | Sete Gibernau    | Resoconto |
| 2005 | Le Mans     | Thomas Lüthi      | Daniel Pedrosa    | Valentino Rossi  | Resoconto |
| 2006 | Le Mans     | Thomas Lüthi      | Yūki Takahashi    | Marco Melandri   | Resoconto |
| 2007 | Le Mans     | Sergio Gadea      | Jorge Lorenzo     | Chris Vermeulen  | Resoconto |
| 2008 | Le Mans     | Mike Di Meglio    | Alex Debón        | Valentino Rossi  | Resoconto |
| 2009 | Le Mans     | Julián Simón      | Marco Simoncelli  | Jorge Lorenzo    | Resoconto |
| Anno | Circuito    | classe 125        | Moto2             | MotoGP           | Resoconto |
| 2010 | Le Mans     | Pol Espargaró     | Toni Elías        | Jorge Lorenzo    | Resoconto |
| 2011 | Le Mans     | Maverick Viñales  | Marc Márquez      | Casey Stoner     | Resoconto |
| Anno | Circuito    | Moto3             | Moto2             | MotoGP           | Resoconto |
| 2012 | Le Mans     | Louis Rossi       | Thomas Lüthi      | Jorge Lorenzo    | Resoconto |
| 2013 | Le Mans     | Maverick Viñales  | Scott Redding     | Daniel Pedrosa   | Resoconto |
| 2014 | Le Mans     | Jack Miller       | Mika Kallio       | Marc Márquez     | Resoconto |
| 2015 | Le Mans     | Romano Fenati     | Thomas Lüthi      | Jorge Lorenzo    | Resoconto |
| 2016 | Le Mans     | Brad Binder       | Álex Rins         | Jorge Lorenzo    | Resoconto |
| 2017 | Le Mans     | Joan Mir          | Franco Morbidelli | Maverick Viñales | Resoconto |
| 2018 | Le Mans     | Albert Arenas     | Francesco Bagnaia | Marc Márquez     | Resoconto |
| 2019 | Le Mans     | John McPhee       | Álex Márquez      | Marc Márquez     | Resoconto |

| Anno | Circuito | MotoE          | MotoE              | Moto3            | Moto2             | MotoGP          | Resoconto |
| Anno | Circuito | Gara 1         | Gara 2             | Moto3            | Moto2             | MotoGP          | Resoconto |
| ---- | -------- | -------------- | ------------------ | ---------------- | ----------------- | --------------- | --------- |
| 2020 | Le Mans  | Jordi Torres   | Niki Tuuli         | Celestino Vietti | Sam Lowes         | Danilo Petrucci | Resoconto |
| 2021 | Le Mans  | Eric Granado   |                    | Sergio García    | Raúl Fernández    | Jack Miller     | Resoconto |
| 2022 | Le Mans  | Mattia Casadei | Dominique Aegerter | Jaume Masiá      | Augusto Fernández | Enea Bastianini | Resoconto |

| Anno | Circuito | MotoE             | MotoE             | Moto3              | Moto2           | MotoGP       | MotoGP          | Resoconto |
| Anno | Circuito | Gara 1            | Gara 2            | Moto3              | Moto2           | Sprint       | Gara            | Resoconto |
| ---- | -------- | ----------------- | ----------------- | ------------------ | --------------- | ------------ | --------------- | --------- |
| 2023 | Le Mans  | Jordi Torres      | Matteo Ferrari    | Daniel Holgado     | Tony Arbolino   | Jorge Martín | Marco Bezzecchi | Resoconto |
| 2024 | Le Mans  | Nicholas Spinelli | Nicholas Spinelli | David Alonso       | Sergio García   | Jorge Martín | Jorge Martín    | Resoconto |
| 2025 | Le Mans  | Óscar Gutiérrez   | Mattia Casadei    | José Antonio Rueda | Manuel González | Marc Márquez | Johann Zarco    | Resoconto |